# ボクシング・ヘレナ
『ボクシング・ヘレナ』（原題：Boxing Helena）は、1993年製作のアメリカ合衆国のサイコスリラー映画。NC-17指定。
デヴィッド・リンチの娘ジェニファー・リンチの監督デビュー作品。「ボクシング」とはスポーツのボクシングではなく、「閉じ込める」という意味の単語「box」の現在進行形。

## あらすじ
母親の愛を得ることなく育った青年医師ニックは母親への妄執から、忌まわしい記憶のある実家の屋敷に転居した。
ある日、ニックはバーでかつて一夜を過ごした女性ヘレナと再会する。その時から彼はアンという恋人がいるにもかかわらずヘレナの虜になり、何とかしてヘレナの気を引こうとするが、彼女はそんなニックを嫌う。
そんなある日、ヘレナがニックの目の前で交通事故に遭う。ニックはヘレナを自宅に運び込み、両足、さらに両腕もを切断して監禁してしまう。
ニックはヘレナに性的不能を罵られ、人間としての非道さを責められながらも、彼女の愛を勝ち取ろうとする。徐々にヘレナも彼に心を開くようになり、いつしか2人の間には奇妙な愛情が芽生えてくるが、ある日、ヘレナの恋人レイが彼女を探しにニックの屋敷にやって来たことでその生活は終わりを迎える。
レイとの乱闘で気を失ったニックは、ヘレナが入院している病室で目覚めた。そして、同僚の医師アランから、ヘレナの足を切断せずに済んだことを告げられるのだった。

## キャスト
- ニック・キャヴァナー：ジュリアン・サンズ
- ヘレナ：シェリリン・フェン
- レイ・オマリー：ビル・パクストン
- アラン・ハリソン医師：カートウッド・スミス
- ローレンス：アート・ガーファンクル
- アン：ベッツィ・クラーク

## 備考
- マドンナは本作への出演を拒否して『BODY/ボディ』に出演、次にオファーされたキム・ベイシンガーは途中降板し、最終的にシェリリン・フェンが出演した[3]。なお、ベイシンガーは本作を途中降板したことにより訴えられ、740万ドルの損害賠償金を支払い、破産した[4][5]。
- その前衛的かつ衝撃的な内容と過激な表現が酷評され、ジェニファー・リンチは第14回ゴールデンラズベリー賞で最低監督賞を受賞した[6]。